# Северный сьерра-мивокский язык
Северный сьерра-мивокский язык (Northern Sierra Miwok, Sacian) - мёртвый (бездействующий) мивокский язык, на котором раньше говорил народ сьерра-мивок, который проживает в городе Джексон-Ранчерия, около Уэстпоинт (долины рек Калаверас и Макаламни), на севере центральной части штата Калифорния в США. Отличается от других мивокских разновидностей. Свободно говорящим на языке остаётся один человек (2007). Есть обширная документация, включая многочисленные аудио- и видеозаписи говорящих. Сейчас народ говорит на английском языке.